# Constance Money
Constance Money (née en 1956) est une actrice de films pornographiques américaine dont la carrière se déroule de 1975 à 1983.

## Biographie
Elle commence à l'âge de 19 ans et devient connue grâce à son rôle dans The Opening of Misty Beethoven avec Jamie Gillis. Le film reçut plusieurs récompenses, dont celle de meilleur film de l'année 1975 par les magazines érotiques,.
Constance fut la première actrice porno à faire des photos pour Playboy, en 1978.
Constance Money est dans l'AVN Hall of Fame (1998) et une « Legends of Porn ».
Depuis son retrait du X elle vit en Alaska.

## Filmographie sélective
- Girls Who Dig Girls 5 (1988)
- Sex Maniacs (1987)
- Splashing (1986)
- Legends Of Porn 1 (1987)
- Sex Maniacs (1987)
- San Francisco Original 200 9 (1983)  avec Linda Wong
- A Taste of Money (1983) avec Jamie Gillis, Sharon Mitchell
- Super Sex (1983)
- 10 (1979)
- Maraschino Cherry (1978)
- Barbara Broadcast (1977) avec Annette Haven et Jamie Gillis
- Mary! Mary! (1977) avec Sharon Thorpe, Rene Bond et John Leslie
- Obsessed (1977)
- The Joy of Letting Go (1976)
- The Opening of Misty Beethoven (1976) de Radley Metzger
- Confessions of a Teenage Peanut Butter Freak (1975)